# Горст-Гюнтер фон Фассонг
Горст-Гюнтер фон Фассонг (нім. Horst-Günther von Fassong; 27 квітня 1919, Кассель, Веймарська республіка — 1 січня 1945, Маастрихт, Райхскомісаріат Нідерланди) — німецький льотчик-ас винищувальної авіації, гауптман люфтваффе. Кавалер Лицарського хреста Залізного хреста.

## Біографія
В 1938 році вступив в піхоту, потім був переведений в люфтваффе. Після закінчення авіаційного училища зарахований в 1-у групу 51-ї винищувальної ескадри. Учасник Німецько-радянської війни. Свою першу перемогу здобув 3 липня 1941 року, в тому ж бою він був збитий і тяжко поранений. З 1943 року — командир 10-ї ескадрильї 51-ї винищувальної ескадри. З травня 1944 року — командир 3-ї групи 11-ї винищувальної ескадри, яка займалась обороною території Німеччини. 1 січня 1945 року його літак (FW.190A-8) був збитий союзною авіацією; тіло Фассонга не було знайдене.
Всього за час бойових дій збив 136 літаків, в тому числі 106 радянських.

## Нагороди
- Нагрудний знак пілота
- Залізний хрест 2-го і 1-го класу
- Німецький хрест в золоті (17 жовтня 1943)
- Лицарський хрест Залізного хреста (27 липня 1944) — за 100 перемог.
- Авіаційна планка винищувача